# مسجد نایاباد
مسجد نایاباد (انگلیسی: Nayabad Mosque) در روستای نایاباد کهارولا، ناحیه دیناج‌پور واقع در بنگلادش، در کنار رودخانه وپا واقع شده‌است. در سال ۱۷۹۳ در زمان حکومت شاه عالم دوم گورکانیان بنا شد. بنا بر داستان‌های موجود در باور افراد بومی، این مسجد توسط کارگران و معماران مسلمان که از ایران به منظور ساخت معبد کانتاجو آمده بودند، به منظور استفاده خودشان ساخته شده‌است. بنا مستطیل شکل است و در یک طرف آن سه ورودی وجود دارد. سقف دارای سه گنبد است و در هر گوشه یک برج (منار) هشت ضلعی است که یک گنبد روی آن قرار دارد. ابعاد بیرونی ساختمان ۱۲٫۴۵ متر (۴۰٫۸ فوت) در ۵٫۵ متر (۱۸ فوت) با دیوارهایی با ضخامت ۱٫۱۰ متر (۳٫۶ فوت) است.